# Didgori
Didgori (georgisch დიდგორი) ist ein georgischer Transportpanzer auf Basis von Fahrgestellen der Ford F Super Duty Serie. Entwickelt wurde das Fahrzeug vom georgischen militärischen Forschungsinstitut STC Delta.
Der Didgori-Transportpanzer wird seit 2010 bei den georgischen Streitkräften eingeführt. Benannt wurde das Fahrzeug nach der Schlacht am Didgori, die im Jahr 1121 in Georgien stattfand.

## Aufgaben und Bewaffnung
Das Fahrzeug ist für eine Gefechtsführung in urbanem Gebiet sowie für Polizeiaufgaben konzipiert. Dabei sind die Panzerplatten stärker abgeschrägt als beim ähnlichen israelischen Wolf Armoured Vehicle, um eine geringere Empfindlichkeit gegen Beschuss zu erzeugen, ohne die Dicke der Panzerplatten zu erhöhen. Vorwärts und rückwärts gerichtete Kameras dienen der Gebietsüberwachung. Als Bewaffnung können ein schweres M134-Maschinengewehr im Kaliber 7,62 × 51 mm NATO, ein M2-HB-Maschinengewehr im Kaliber 12,7 × 99 mm NATO, ein 40-mm-Granatwerfer oder AT-5-Spandrel-Panzerabwehrraketen installiert werden. Standardmäßig ist das Fahrzeug mit Wärmebildkameras ausgestattet.
Bei der Entwicklung des Fahrzeugs wurde gezielt auf die Forderungen des georgischen Militärs eingegangen und das Fahrzeug ähnlich wie Transportpanzer anderer Länder konzipiert.
Vom Fahrzeug wurden zudem eine siebensitzige und eine neunsitzige Variante produziert. Beide Varianten sind jedoch gleich stark gepanzert, sodass das Fahrzeug die Besatzung vor Geschossen des Kalibers 7,62 mm, Scharfschützenfeuer und Minen schützt.

## Varianten
- Didgori-1
- Didgori-2
- Didgori-3
- Didgori Medevac